# 3DLABS
3DLABS（三維實驗室）成立於1984年，曾是一家無廠半導體公司，目前已歇業。3DLABS總部位於美國加利福尼亞州的森尼韋爾。3DLABS主要开發高端繪圖晶片。其著名產品是Wildcat與Oxygen系列顯示卡。

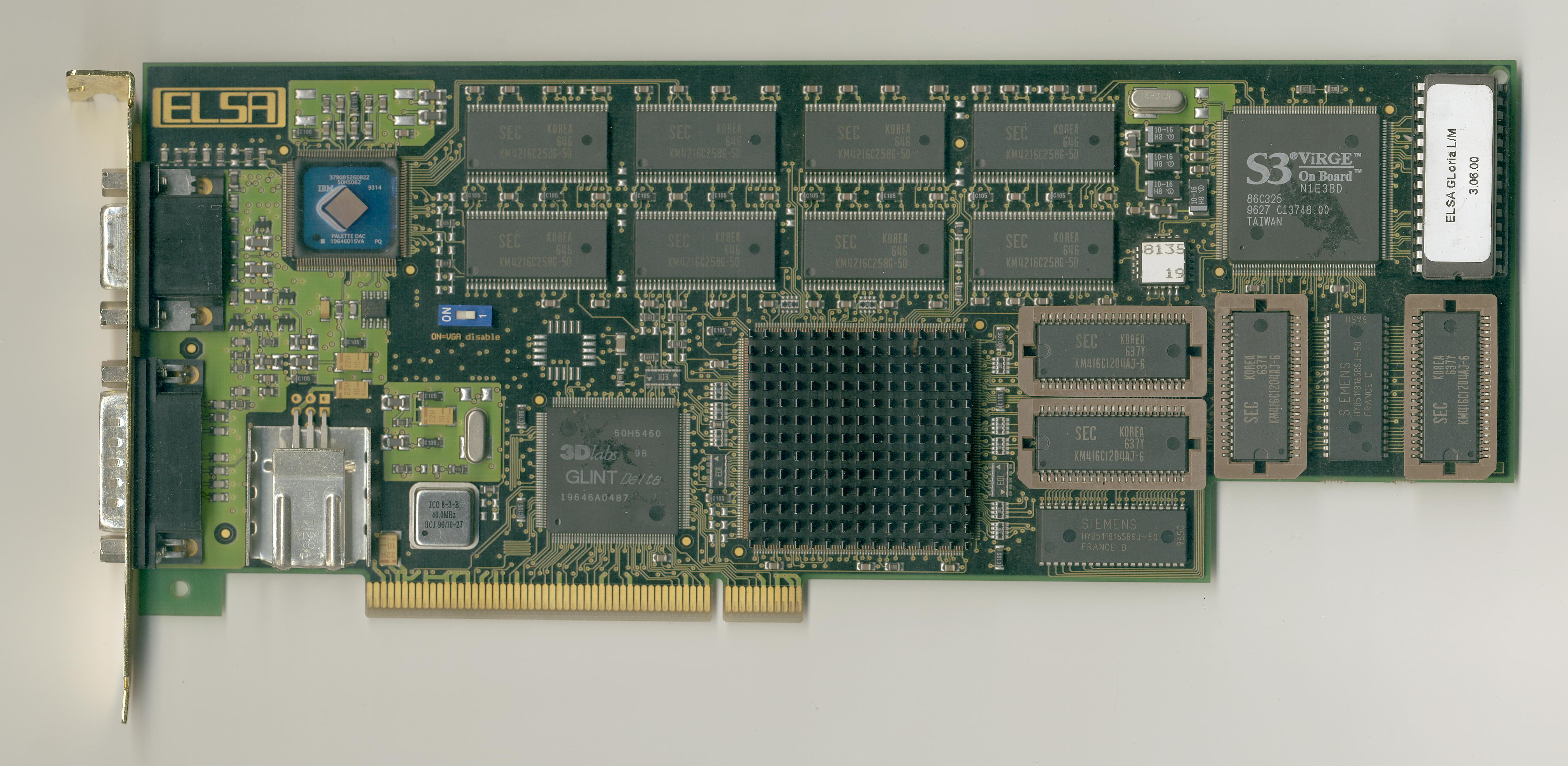
ELSA GLoria L-88 PCI

## 公司歷史
公司前身創建於1984年，早期公司名為benchMark Technology，1988年與DuPont公司合併，旗下成立DuPont Pixel，開始為升陽開發IRISGL工作站顯示卡，在1994年4月從DuPont分離正式更名為3DLABS，專為個人電腦開發繪圖晶片。1995年發表當時世界最快的商業OpenGL顯示晶片GLINT 300SX。1996年10月在美國NASDAQ上市。其後在1998年7月收購了Dynamic Pictures，2000年7月收購了Intense3D。最後在2002年6月被创新科技收購，成為旗下子公司。2009年1月與創新科技的個人數位娛樂部門合併，更名為ZiiLABS（籽亿）公司。
3DLABS曾是OpenGL架构评估委员会（OpenGL ARB）與Khronos Group的成員。它是該組織的重要一員，尤其是在开發OpenGL 2.0和不間斷改进OpenGL API方面。在1999年之前，3DLABS一直是一家还跟得上时代的主流显示芯片制造商，但由于Permedia3研发不顺利，被NVIDIA迅速甩离主流显卡芯片制造商的地位。

## 产品[1]

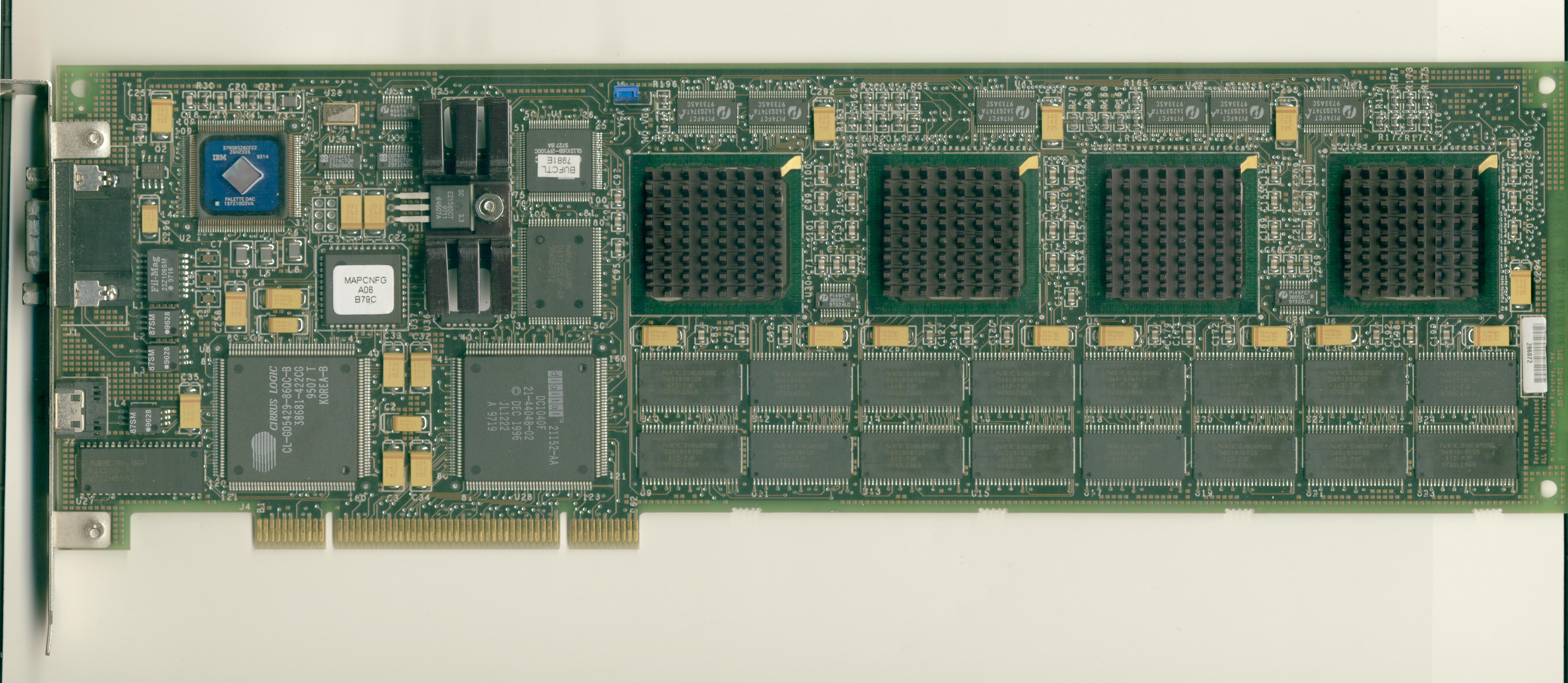
Dynamic Pictures Oxygen402

- 3DLABS Wildcat Realizm 100, 200, 500, 800
- 3DLABS Wildcat 4 7110, 7210
- 3DLABS Wildcat VP560, VP570, VP760, VP870, VP880 Pro, VP990, VP990 Pro
- 3DLABS Oxygen RPM, GMX, 102, 202, 402, V192, VX1, VX1-1600SW, GVX1, GVX1 Pro, GVX210, GVX420
- 3DLABS Wildcat III 6110, 6210
- 3DLABS Wildcat II 5000, 5110
- 3DLABS Wildcat 4000, 4105, 4110, 4210
- 3DLABS Intense 3D 1000, 2200, 2200S, 3400, 3410, 3510, 3600